# Roundstonia
Roundstonia is een geslacht van kreeftachtigen uit de klasse van de Ostracoda (mosselkreeftjes).

## Soorten
- Roundstonia globulifera (Brady, 1868) Neale, 1973
- Roundstonia macchesneyi (Brady & Crosskey, 1871)
- Roundstonia magna Maybury & Whatley, 1986 †
- Roundstonia minima Whatley & Maybury, 1986 †
- Roundstonia robertsoni (Brady, 1868)
- Roundstonia robertsononi (Brady, 1868) Whatley & Maybury, 1988